# Boleczest
Boleczest — staropolskie imię męskie, złożone z członów: Bole- (od prasł. *bol'ьjь — "większy, lepszy"; *bol'e — "więcej, lepiej, bardziej") oraz -czest ("cześć, cnota, honor, dobre imię, zaszczyt"). Mogło oznaczać "uhonorowanego większymi zaszczytami", "tego, który pragnie więcej zaszczytów" itd. 
Notowane w Polsce od przełomu XIII i XIV wieku. Niektóre możliwe staropolskie zdrobnienia: Bolech, Bolej, Bolek, Bolest, Bolesta (masc.), Bolestka (masc.), Bolesz, Bolęch, Bolęt, Bolęta (masc.), Bolik, Bolim, Bolk, Bolko, Bolsza (masc.), Boch, Bocha (masc.), Bost, Bosz, Bosza (masc.), Boszek, Boszko, Boszuta (masc.).  
Boleczest imieniny obchodzi 24 października.